# Conjugaison portugaise
 (août 2020).
Si vous disposez d'ouvrages ou d'articles de référence ou si vous connaissez des sites web de qualité traitant du thème abordé ici, merci de compléter l'article en donnant les références utiles à sa vérifiabilité et en les liant à la section « Notes et références ».
Les verbes portugais possèdent un grand degré de flexion. Un verbe régulier typique a plus de cinquante formes différentes, exprimant jusqu'à six temps grammaticaux différents et trois modes. Deux formes sont propres au portugais parmi les langues romanes :
- L'infinitif personnel, une forme non finie qui ne montre pas de temps, mais qui s'accorde avec la personne et le nombre.
- Le futur subjonctif, parfois obsolète dans certains dialectes (y compris ceux de la péninsule Ibérique) des langues apparentées comme l'espagnol, mais toujours actif en portugais.

Il comporte également plusieurs périphrases verbales.

## Généralités
Les verbes portugais ont les propriétés suivantes.
1. Deux nombres : singulier, pluriel
2. Trois personnes : première, deuxième, troisième
3. Trois aspects : parfait, imperfectif, progressif*
4. Deux voix : active, passive*
5. Six formes morphologiques pour les temps, les aspects et/ou les modes : présent, prétérit, imparfait, plus-que-parfait, futur et conditionnel.
6. Trois (ou quatre) modes : indicatif, subjonctif, impératif (et conditionnel, selon certains auteurs)

Les classes avec un astérisque sont entièrement périphrastiques . La voix passive peut être construite de deux manières différentes. Le plus que parfait et le futur de l’indicatif, ainsi que le conditionnel, sont souvent remplacés par d'autres constructions verbales ou périphrases verbales dans la langue parlée. 

## Temps et mode de base
La conjugaison est illustrée ici avec le verbe irrégulier fazer « faire ».
| nombre           | personne         | Indicatif  | Indicatif      | Indicatif         | Indicatif         | Indicatif  | Conditionnel        |
| nombre           | personne         | Présent    | Prétérit       | Imparfait         | Plus-que-parfait  | Futur      | Conditionnel        |
| ---------------- | ---------------- | ---------- | -------------- | ----------------- | ----------------- | ---------- | ------------------- |
| singulier        | 1re              | faço       | fiz            | fazia             | fizera            | farei      | faria               |
| singulier        | 2e               | fazes      | fizeste        | fazias            | fizeras           | farás      | farias              |
| singulier        | 3e               | faz        | fez            | fazia             | fizera            | fará       | faria               |
| pluriel          | 1re              | fazemos    | fizemos        | fazíamos          | fizéramos         | faremos    | faríamos            |
| pluriel          | 2e               | fazeis     | fizestes       | fazíeis           | fizéreis          | fareis     | faríeis             |
| pluriel          | 3e               | fazem      | fizeram        | faziam            | fizeram           | farão      | fariam              |
| nombre           | personne         | Subjonctif | Subjonctif     | Subjonctif        | Subjonctif        | Subjonctif | Infinitif personnel |
| nombre           | personne         | Présent    | Prétérit       | Imparfait         | Plus-que-parfait  | Futur      | Infinitif personnel |
| singulier        | 1re              | faça       | tenha feito    | fizesse           | tivesse feito     | fizer      | fazer               |
| singulier        | 2e               | faças      | tenhas feito   | fizesses          | tivesses feito    | fizeres    | fazeres             |
| singulier        | 3e               | faça       | tenha feito    | fizesse           | tivesse feito     | fizer      | fazer               |
| pluriel          | 1re              | façamos    | tenhamos feito | fizéssemos        | tivéssemos feito  | fizermos   | fazermos            |
| pluriel          | 2e               | façais     | tenhais feito  | fizésseis         | tivésseis feito   | fizerdes   | fazerdes            |
| pluriel          | 3e               | façam      | tenham feito   | fizessem          | tivessem feito    | fizerem    | fazerem             |
| Impératif        | Impératif        | Impératif  | Impératif      | Infinitif         | Infinitif         | fazer      | fazer               |
| 2ème pers. sing  | 2ème pers. sing  | faz/faze   | faz/faze       | Participe passé   | Participe passé   | feito      | feito               |
| 3ème pers. sing. | 3ème pers. sing. | faça       | faça           | Participe présent | Participe présent | faciente   | faciente            |
| 2ème pers. plur. | 2ème pers. plur. | fazei      | fazei          | Gérondif          | Gérondif          | fazendo    | fazendo             |

Les formes périphrastiques sont les suivantes (escrever, « écrire ») :  
| Mode    | 1re personne de l’indicatif | Progressif                                                  | Perfectif     | Progressif perfectif                                                  |
| ------- | --------------------------- | ----------------------------------------------------------- | ------------- | --------------------------------------------------------------------- |
| Présent | escrevo                     | estou escrevendo (Brésil) / estou a escrever (Portugal)     | tenho escrito | tenho estado escrevendo (Brésil) /tenho estado a escrever (Portugal)  |
| Passé   | escrevi                     | estava escrevendo (Brésil) / estava a escrever (Portugal)   | tinha escrito | tinha estado escrevendo (Brésil) / tinha estado a escrever (Portugal) |
| Futur   | escreverei                  | estarei escrevendo (Brésil) / estarei a escrever (Portugal) | terei escrito | terei estado escrevendo (Brésil) / terei estado a escrever (Portugal) |

### Description
Les modes correspondent à : 
- Présent (presente) : « Je fais » ou « Je suis en train de faire ».
- Prétérit (pretérito ou pretérito perfeito) : « J'ai fait ».
- Imparfait (imperfeito, ou pretérito imperfeito) : « Je faisais ».
- Plus-que-parfait (mais-que-perfeito, ou pretérito mais-que-perfeito) : « J'avais fait ».
- Futur (futuro, ou futuro do presente en portugais brésilien) : « Je ferai » ou « Je vais faire ».
- Conditionnel (condicional, ou futuro do pretérito en portugais brésilien) : « Je ferais ». Utilisé dans certains types de phrases conditionnelles comme forme de courtoisie ou comme futur antérieur.

Les cinq formes non finies correspondent généralement à :
- (Impersonnel) infinitif (infinitivo ou infinitivo impessoal): équivalent à « faire ».
- Participe passé (particípio ou particípio passado) : équivalent à « fait, mangé, fini ».
- Participe présent (particípio presente) : équivalent à « faisant ».
- Gérondif (gerúndio ) : équivalent à « (en) faisant ».
- Infinitif personnel (infinitivo pessoal) : « (pour moi) faire », un infinitif qui s'accorde selon son sujet, une caractéristique rare que le portugais partage avec le galicien.

Les modes sont utilisées à peu près comme suit :
- Indicatif (indicativo)  : pour les déclarations factuelles ou les croyances positives.
- Subjonctif (subjuntivo ou conjuntivo)  : principalement utilisé pour parler de conditions irréelles, incertaines ou supposées.
- Impératif (imperativo)  : pour les commandes ou demandes directes.

Les pronoms personnels portugais peuvent être omis chaque fois qu'ils peuvent être déduits grâce à la fin du verbe conjugué ou grâce au contexte.

## Conjugaisons
Les verbes réguliers appartiennent à l'une des trois classes de conjugaison qui se distinguent par la fin de leurs formes infinitives (qui est aussi leur lemme) :
- Ceux dont l’infinitif se termine en -ar appartiennent au premier groupe (par exemple lavar, matar, ladrar).
- Ceux dont l’infinitif se termine en -er appartiennent au deuxième groupe (par exemple correr, comer, colher).
- Ceux dont l'infinitif se termine en -ir appartiennent au troisième groupe(par exemple partir, destruir, urdir).

Le verbe pôr est classiquement placé dans la deuxième conjugaison par de nombreux auteurs car il est dérivé du vieux portugais poer (latin ponere). Dans tous les cas, il s'agit d'un verbe irrégulier dont la conjugaison doit être apprise. D'autres verbes qui se terminent par -or à l'infinitif comme depor, compor et propor sont des dérivés de pôr et sont conjugués de la même manière.

### Premier groupe (cantar)
| nombre         | personne       | Indicatif  | Indicatif            | Indicatif       | Indicatif          | Indicatif  | Conditionnel        |
| nombre         | personne       | Présent    | Prétérit             | Imparfait       | Plus-que-parfait   | Futur      | Conditionnel        |
| -------------- | -------------- | ---------- | -------------------- | --------------- | ------------------ | ---------- | ------------------- |
| singulier      | 1re            | canto      | cantei               | cantava         | cantara            | cantarei   | cantaria            |
| singulier      | 2e             | cantas     | cantaste             | cantavas        | cantaras           | cantarás   | cantarias           |
| singulier      | 3e             | canta      | cantou               | cantava         | cantara            | cantará    | cantaria            |
| pluriel        | 1re            | cantamos   | cantámosEPcantamosBP | cantávamos      | cantáramos         | cantaremos | cantaríamos         |
| pluriel        | 2e             | cantais    | cantastes            | cantáveis       | cantáreis          | cantareis  | cantaríeis          |
| pluriel        | 3e             | cantam     | cantaram             | cantavam        | cantaram           | cantarão   | cantariam           |
| nombre         | personne       | Subjonctif | Subjonctif           | Subjonctif      | Subjonctif         | Subjonctif | Infinitif personnel |
| nombre         | personne       | Présent    | Prétérit             | Imparfait       | Plus-que-parfait   | Futur      | Infinitif personnel |
| singulier      | 1re            | cante      | tenha cantado        | cantasse        | tivesse cantado    | cantar     | cantar              |
| singulier      | 2e             | cantes     | tenhas cantado       | cantasses       | tivesses cantado   | cantares   | cantares            |
| singulier      | 3e             | cante      | tenha cantado        | cantasse        | tivesse cantado    | cantar     | cantar              |
| pluriel        | 1re            | cantemos   | tenhamos cantado     | cantássemos     | tivéssemos cantado | cantarmos  | cantarmos           |
| pluriel        | 2e             | canteis    | tenhais cantado      | cantásseis      | tivésseis cantado  | cantardes  | cantardes           |
| pluriel        | 3e             | cantem     | tenham cantado       | cantassem       | tivessem cantado   | cantarem   | cantarem            |
| Impératif      | Impératif      | Impératif  | Impératif            | Infinitif       | Infinitif          | cantar     | cantar              |
| 2e pers. sing. | 2e pers. sing. | canta      | canta                | Participe passé | Participe passé    | cantado    | cantado             |
| 2e pers. plur. | 2e pers. plur. | cantai     | cantai               | Gérondif        | Gérondif           | cantando   | cantando            |

### Deuxième groupe (comer)
| nombre           | personne         | Indicatif  | Indicatif       | Indicatif       | Indicatif         | Indicatif  | Conditionnel        |
| nombre           | personne         | Présent    | Prétérit        | Imparfait       | Plus-que-parfait  | Futur      | Conditionnel        |
| ---------------- | ---------------- | ---------- | --------------- | --------------- | ----------------- | ---------- | ------------------- |
| singulier        | 1ère             | como       | comi            | comia           | comera            | comerei    | comeria             |
| singulier        | 2ème             | comes      | comeste         | comias          | comeras           | comerás    | comerias            |
| singulier        | 3ème             | come       | comeu           | comia           | comera            | comerá     | comeria             |
| pluriel          | 1ère             | comemos    | comemos         | comíamos        | comêramos         | comeremos  | comeríamos          |
| pluriel          | 2ème             | comeis     | comestes        | comíeis         | comêreis          | comereis   | comeríeis           |
| pluriel          | 3ème             | comem      | comeram         | comiam          | comeram           | comerão    | comeriam            |
| nombre           | personne         | Subjonctif | Subjonctif      | Subjonctif      | Subjonctif        | Subjonctif | Infinitif personnel |
| nombre           | personne         | Présent    | Prétérit        | Imparfait       | Plus-ue-parfait   | Futur      | Infinitif personnel |
| singulier        | 1ère             | coma       | tenha comido    | comesse         | tivesse comido    | comer      | comer               |
| singulier        | 2ème             | comas      | tenhas comido   | comesses        | tivesses comido   | comeres    | comeres             |
| singulier        | 3ème             | coma       | tenha comido    | comesse         | tivesse comido    | comer      | comer               |
| pluriel          | 1ère             | comamos    | tenhamos comido | comêssemos      | tivéssemos comido | comermos   | comeremos           |
| pluriel          | 2ème             | comais     | tenhais comido  | comêsseis       | tivésseis comido  | comerdes   | comerdes            |
| pluriel          | 3ème             | comam      | tenham comido   | comessem        | tivessem comido   | comerem    | comerem             |
| Impératif        | Impératif        | Impératif  | Impératif       | Infinitif       | Infinitif         | comer      | comer               |
| 2ème pers. sing  | 2ème pers. sing  | come       | come            | Participe passé | Participe passé   | comido     | comido              |
| 2ème pers. plur. | 2ème pers. plur. | comei      | comei           | Gérondif        | Gérondif          | comendo    | comendo             |

### Troisième groupe (partir)
| nombre           | personne         | Indicatif  | Indicatif        | Indicatif       | Indicatif          | Indicatif  | Conditionnel        |
| nombre           | personne         | Présent    | Prétérit         | Imparfait       | Plus-que-parfait   | Futur      | Conditionnel        |
| ---------------- | ---------------- | ---------- | ---------------- | --------------- | ------------------ | ---------- | ------------------- |
| singulier        | 1ère             | parto      | parti            | partia          | partira            | partirei   | partiria            |
| singulier        | 2ème             | partes     | partiste         | partias         | partiras           | partirás   | partirias           |
| singulier        | 3ème             | parte      | partiu           | partia          | partira            | partirá    | partiria            |
| pluriel          | 1ère             | partimos   | partimos         | partíamos       | partíramos         | partiremos | partiríamos         |
| pluriel          | 2ème             | partis     | partistes        | partíeis        | partíreis          | partireis  | partiríeis          |
| pluriel          | 3ème             | partem     | partiram         | partiam         | partiram           | partirão   | partiriam           |
| nombre           | personne         | Subjonctif | Subjonctif       | Subjonctif      | Subjonctif         | Subjonctif | Infinitif personnel |
| nombre           | personne         | Présent    | Prétérit         | Imparfait       | Plus-que-parfait   | Futur      | Infinitif personnel |
| singulier        | 1ère             | parta      | tenha partido    | partisse        | tivesse partido    | partir     | partir              |
| singulier        | 2ème             | partas     | tenhas partido   | partisses       | tivesses partido   | partires   | partires            |
| singulier        | 3ème             | parta      | tenha partido    | partisse        | tivesse partido    | partir     | partir              |
| pluriel          | 1ère             | partamos   | tenhamos partido | partíssemos     | tivéssemos partido | partirmos  | partirmos           |
| pluriel          | 2ème             | partais    | tenhais partido  | partísseis      | tivésseis partido  | partirdes  | partirdes           |
| pluriel          | 3ème             | partam     | tenham partido   | parissem        | tivessem partido   | partirem   | partirem            |
| Impératif        | Impératif        | Impératif  | Impératif        | Infinitif       | Infinitif          | partir     | partir              |
| 2ème pers. sing. | 2ème pers. sing. | partie     | partie           | Participe passé | Participe passé    | partido    | partido             |
| 2ème pers. plur. | 2ème pers. plur. | parti      | parti            | Gérondif        | Gérondif           | partindo   | partindo            |

### Tableau récapitulatif
| Formes non finies | Formes non finies | Formes non finies | Formes non finies | Impératif | Impératif  |
| Infinitif         | Participe passé   | Participe présent | Gérondif          | Impératif | Impératif  |
| ----------------- | ----------------- | ----------------- | ----------------- | --------- | ---------- |
| -ar -er -ir       | -ado -ido -ido    | -ante -ente -inte | -ando -endo -indo | (tu)      | -a -e -e   |
| -ar -er -ir       | -ado -ido -ido    | -ante -ente -inte | -ando -endo -indo | (vós)     | -ai -ei -i |

| personne    | Indicatif         | Indicatif                    | Indicatif             | Indicatif               | Indicatif               | Indicatif                  | Subjonctif        | Subjonctif                 | Subjonctif Futur ou infinitif personnel |
| personne    | Présent           | Prétérit                     | Imparfait             | Plus-que-parfait        | Futur                   | Conditionnel               | Présent           | Imparfait                  | Subjonctif Futur ou infinitif personnel |
| ----------- | ----------------- | ---------------------------- | --------------------- | ----------------------- | ----------------------- | -------------------------- | ----------------- | -------------------------- | --------------------------------------- |
| eu          | -o -o -o          | -ei -i -i                    | -ava -ia -ia          | -ara -era -ira          | -arei -erei -irei       | -aria -eria -iria          | -e -a -a          | -asse -esse -isse          | -ar -er -ir                             |
| tu          | -as -es           | -aste -este -iste            | -avas -ias -ias       | -aras -eras -iras       | -arás -erás -irás       | -arias -erias -irias       | -es -as -as       | -asse -esse -isses         | -ares -eres -ires                       |
| ele / ela   | -a -e -e          | -ou -eu -iu                  | -ava -ia -ia          | -ara -era -ira          | -aremos -eremos -iremos | -aríamos -eríamos -iríamos | -e -a -a          | -asse -esse -isse          | -ar -er -ir                             |
| nós         | -amos -emos -imos | -ámosEP /amos BP -emos -imos | -ávamos -íamos -íamos | -áramos -êramos -íramos | -aremos -eremos -iremos | -aríamos -eríamos -iríamos | -emos -amos -amos | -ássemos -êssemos -íssemos | -armos -ermos -irmos                    |
| vós         | -ais -eis -is     | -astes -estes -istes         | -áveis -ífeis         | -áreis -êreis -íreis    | -areis -ereis -ireis    | -aríeis -eríeis -iríeis    | -eis -ais         | -ásseis -êsseis -íssei     | -ardes -erdes -irdes                    |
| eles / elas | -am -em           | -aram -eram -iram            | -avam -iam            | -aram -eram -iram       | -arão -erão -irão       | -ariam -eriam -iriam       | -em -am           | -assem -essem -issem       | -arem -erem -irem                       |